# هاينريش أوسبتز
هاينريش أوسبتز (بالألمانية: Heinrich Auspitz)‏‏ (2 سبتمبر 1835 - 23 مايو 1886 في فيينا) طبيب جلد، وأستاذ جامعي نمساوي. يُعرف لعلامة أوسبتز.